# Laszlo Gardony

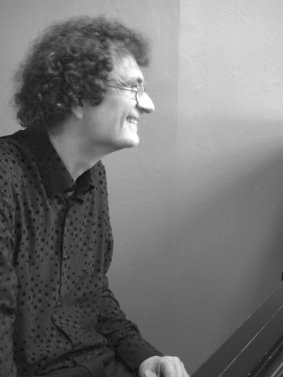
Laszlo Gardony (2010)

Laszlo Gardony (* 3. Juli 1956 als László Gárdonyi in Budapest) ist ein amerikanischer Jazzmusiker (Piano, Komposition) ungarischer Herkunft, der swingenden Post Bop mit Anspielungen auf ungarische Volksmusik durchsetzt, und als Hochschullehrer zahlreiche Pianisten ausgebildet hat.

## Leben und Wirken
Gardony begann schon sehr früh mit dem Klavierspiel und improvisierte bereits im Alter von fünf Jahren Lieder nach dem Gehör. Er erhielt klassischen Klavierunterricht. Als Jugendlicher beschäftigte er sich mit Blues, Jazz und Progressive Rock. Nach der Hochschulreife studierte er am Béla-Bartók-Konservatorium in Budapest, wo er 1979 seinen Abschluss machte. Daneben erwarb er einen Master of Education in Physik und Mathematik an der Eötvös-Loránd-Universität.
In den frühen 1980er Jahren tourte Gardony durch ganz Europa, machte mit Zbigniew Namysłowski Aufnahmen (Reggae for Zbiggy, 1984) und spielte auf Festivals neben Größen wie den Jazz Messengers von Art Blakey oder Abdullah Ibrahim. 1983 wanderte er in die USA aus, wo er mit einem Vollstipendium am Berklee College of Music studierte.
Noch während seines Studiums in Berklee gründete er mit Tommy Smith, Terje Gewelt und Ian Froman die Gruppe Forward Motion, die zwei Alben für Hep aufnahm. Dann arbeitete er mit John Abercrombie, Randy Brecker, Eddie Gomez und anderen. 1986 veröffentlichte er sein erstes Debütalbum unter eigenem Namen, The Secret, das er in Europa mit dem Bassisten Miroslav Vitous und dem Schlagzeuger Ian Froman aufgenommen hatte. Zwei Jahre später spielte er mit dem Bassisten Dave Holland und dem Schlagzeuger Bob Moses sein zweites Trio-Album ein, Legend of Tsumi (Antilles). 
In den 1990er Jahren legte Gardony Soloalben wie Changing Standards (1990) und Alben mit größeren Ensembles wie Breakout (1994) vor; auch arbeitete er mit dem Gitarristen Garrison Fewell. Dann gründete er sein Trio mit dem Schlagzeuger Jamey Haddad und dem Bassisten John Lockwood, das 2001 das Album Behind Open Doors bei Sunnyside veröffentlichte. Für Haddad wechselte bald Yoron Israel ein. Mit diesem Trio (manchmal verstärkt um Stan Strickland, Bill Pierce und Don Braden), aber auch als Solokünstler erschienen von 2003 (Ever Before Ever After) bis 2022 (Close Connection) weitere Alben bei diesem Label.
2001 holten der Geiger Matt Glaser und der Banjospieler Tony Trischka Gardony zu Aufnahmen ihres Bluegrass-Ensembles Wayfaring Strangers, mit dem er 2003 am Album This Train als vollwertiges Mitglied der Band partizipierte, um dann an Konzerten teilzunehmen. Weiterhin ist er mit David Fathead Newman bei Festivals aufgetreten, und mit Eddie Gomez’ Per Sempre Quintet. Gardony ist auch auf Alben von Yoron Israel & High Standards zu hören, aber auch auf Alben des Flötisten Christian Artmann.
Im Jahr 1987 gewann Gardony den ersten Preis bei der Great American Jazz Piano Competition. Seit 1987 gehört er zur Fakultät von Berklee, wo er noch 2025 als Professor für Klavier tätig ist.